# Griswold
Griswold és una població dels Estats Units a l'estat d'Iowa. Segons el cens del 2000 tenia 1.039 habitants.

## Demografia
Segons el cens del 2000, Griswold tenia 1.039 habitants, 440 habitatges, i 282 famílies. La densitat de població era de 657,6 habitants/km².
Dels 440 habitatges en un 25,7% hi vivien nens de menys de 18 anys, en un 54,3% hi vivien parelles casades, en un 6,1% dones solteres, i en un 35,9% no eren unitats familiars. En el 31,4% dels habitatges hi vivien persones soles el 18,6% de les quals corresponia a persones de 65 anys o més que vivien soles. El nombre mitjà de persones vivint en cada habitatge era de 2,24 i el nombre mitjà de persones que vivien en cada família era de 2,82.
Per edats la població es repartia de la següent manera: un 21,6% tenia menys de 18 anys, un 5,6% entre 18 i 24, un 23,5% entre 25 i 44, un 21,8% de 45 a 60 i un 27,5% 65 anys o més.
L'edat mediana era de 45 anys. Per cada 100 dones de 18 o més anys hi havia 85,2 homes.
La renda mediana per habitatge era de 31.538 $ i la renda mediana per família de 38.125 $. Els homes tenien una renda mediana de 27.667 $ mentre que les dones 18.542 $. La renda per capita de la població era de 16.430 $. Entorn del 5,5% de les famílies i el 6,6% de la població estaven per davall del llindar de pobresa.

## Poblacions més properes
El següent diagrama mostra les poblacions més properes.